# Anyama
Anyama  est une ville située à 10 km au Nord d'Abidjan, en Côte d'Ivoire. Administrativement, c'est une sous-préfecture incluse depuis 2001 dans le district autonome d'Abidjan. Sa population est de 389 592 habitants en 2021. Ce qui en fait la sixième ville la plus peuplée de la Côte d'Ivoire.

## Histoire et géographie
Le mot Anyama est un dérivé du mot « Gnan », un groupe d’autochtones, sous-groupe Attié, qui furent les premiers à occuper l’actuel Anyama.
Limitée au nord par les villes d’Agboville et de Bingerville, les communes d’Abobo et de Yopougon, et à l’ouest par Songon. Reliée à l’agglomération abidjanaise par la voie routière expresse via Abobo et Yopougon, Anyama est aussi accessible par la voie ferrée sur la ligne Abidjan-Ouagadougou.
Anyama est érigée en commune au cours de l'année 1985. Elle fut dirigée par le maire  Koffi Michel de 1985 à 1995. À sa suite se succède plusieurs maires dont Monsieur Amidou Sylla élu en 2013 et madame Bamba, actuelle maire de ladite commune à la suite des élections municipales du 2 septembre 2023. Elle comporte plusieurs quartiers dont les principaux sont : Michelbougou, Anyama gare, Palmeraie, Zossonkoi, Résidentiel, Schneider, Belle-ville , quartier Sylla, quartiers Ran et Ran Extension, quartiers CGE et CGE extension, Christiankoi  (I et II).
La commune d'Anyama abrite le Stade Alassane-Ouattara d'Ébimpé qui accueille le match d'ouverture le 13 janvier 2024 et la finale le 11 février 2024 lors de la Coupe d'Afrique des Nations 2023.
La commune actuelle d’Anyama est née avec l’implantation du chemin de fer en 1905 où, autour de la gare d’Anyama, s’était installée une petite communauté dioula dominée par les Malinké d’Odienné et aussi une petite proportion de Maliens, Guinéens et Burkinabè.
Anyama fait parfois partie des zones d'inondation en Côte d'Ivoire. Lors des inondations de juin 2020, l'on enregistre des pertes en vie humaine et des dégâts matériels.

## Atouts économiques
Anyama est situé dans une zone forestière. Elle bénéficie donc de nombreuses infrastructures économiques, comme les marchés de ses villages et ses quartiers. La nouvelle gare routière et ses magasins, les commerces du grand marché. Aujourd’hui à cela les entreprises privées telles qu’Unicafe, Sicafe et la Scierie.

## Personnalité liée à la commune
- Gervinho, footballeur international ;

- Arouna Koné, footballeur international;
- Yahia Fofana, footballeur international.
- Amadou Koné, footballeur international.

## Jumelages
- Pontault-Combault (depuis 1988)